# Бепполен
Бепполен (лат. Beppolenus, ум. в 590) — «герцог в Галлии» в 586—590 годах, вассал королей франков из династии Меровингов, Хильперика I, Хлотаря II и Гунтрамна. Возглавлял несколько военных кампаний против бретонцев, погибнув в последней из них.

## Биография
В фундаментальной работе «Prosopography of the Later Roman Empire» Дж. Мартиндейл назвал Бепполена латинским словосочетанием «dux in Gaul», не проясняя его значения, одновременно заявляя, что в 586 году король Гутрамн назначил его «герцогом королевства Хлотаря II». Согласился с ним и немецкий антиковед М. Зержатке, однако при этом заявляя, что его реальная власть распространялась лишь на земли герцогства с границами в Анже и Рене с 586 по 590 год.
В 579 году Бепполен служил под началом франкского короля из династии Меровингов Хильперика I. Когда бретонцы разграбили и сожгли регион вокруг Рена, Бепполен возглавил против них карательный рейд, разграбил часть Бретани и предал её огню. Однако вместо того, чтобы испугать врага и заставить его прекратить набеги, он лишь спровоцировал их на продолжение действий против франков.
6 лет спустя Бепполен уже находился в Руане с супругой Хильперика Фредегондой, под началом которой служил, и Ансоальдом. Во время их пребывания тут убили епископа Претекстата Руанского. Его зарезали во время воскресной мессы. Согласно «Истории франков» Григория Турского, Фредегонда посетила умирающего Претекстата вместе с Ансоальдом и Бепполеном, который заявил, что это Фредегонда убила его, как и короля Сигиберта I: почерк убийств был схож, и «все были убеждены, что убийства направляла одна и та же рука».
За два года до этого события скончался король Хильперик I, а его сын Хлотарь, взошедший на престол, был ещё несовершеннолетним, поэтому правил регентский совет во главе с Фредегондой. Последняя относилась к Бепполену с неуважением и даже презрением, из-за чего он предпочёл отказаться от клятвы верности монарху и поклялся другому франкскому королю, Гунтрамну, который назначил его герцогом городов, которые находились под формальным владычеством Хлотаря, включая Рен и Анже. С большой свитой Бепполен направился в первый из них, однако его население отказалось принять своего герцога. Тогда Бепполен ушёл в Анже, от жителей которого уже силой требовал дани для своего нового повелителя. Его поведение встревожило знатного горожанина Домигисела, и тот предпочёл заключить с герцогом соглашение пока Фредегонда захватила большую часть имущества герцога и территории, которой правил её сын. Бепполен вернулся в Рен, переподчинив город себе и оставив тут своего сына владетелем, однако последнего убили в том же или уже в следующем году вместе со многими знатными людьми Рена недовольные горожане.
В 590 году Бепполен вместе с ещё одним герцогом Эбрахаром был одним из командующих армии Гунтрамна в очередной экспедиции против бретонцев, которые совершали грабительские набеги на Рен и Нант. По пути к лагерю противника военачальники вступили в спор: Эбрахар считал, что Бепполен якобы хочет узурпировать его власть и овладеть его землями. Когда они встретились с врагом и священник благословил их на битву, Эбрахар предал Бепполена и стал действовать в одиночку, забрав до половины армии. Бепполен столкнулся с врагом, ряды которого пополнились благодаря саксам, которых в свою очередь послала Фредегонда переодетыми в одежду врага. Бой продлился три дня, в ходе него Бепполен пал. Франкский хронист Фредегар обвинил в поражении Эбрахара и писал, что именно из-за этого события его потом лишили всего и отправили нищенствовать.

### Семья
У Бепполена было два сына, один из которых погиб ещё до кончины отца, в Рене в 586 или 587 году. Второй же сын выжил и в 587 году или позже женился на вдове Вилиульфа, жителя Пуатье, захороненного вместе со своим пасынком в городе после посещения Парижа в 587 году.